# 麥格雷戈 (佛羅里達州)
麥格雷戈（英語：McGregor）是位於美國佛羅里達州李縣的一個人口普查指定地區。

## 地理
麥格雷戈的座標為26°33′49″N 82°54′35″W / 26.56361°N 82.90972°W，而該地最高點為海拔高度0米（即0英尺）。

## 人口
根據2010年美國人口普查的數據，麥格雷戈的面積為10.60平方千米，當中陸地面積為6.60平方千米，而水域面積為4.00平方千米。當地共有人口7136人，而人口密度為每平方千米673人。